# Pomacentrus xanthosternus
Pomacentrus xanthosternus is een straalvinnige vissensoort uit de familie van rifbaarzen of koraaljuffertjes (Pomacentridae). De wetenschappelijke naam van de soort is voor het eerst geldig gepubliceerd in 1991 door Allen.